# 弗朗西斯科·戈伊科切亚·加西亚
弗朗西斯科·戈伊科切亚·加西亚（西班牙語：Francisco Goicoechea García，20世纪—），西班牙男子赛艇运动员。他曾代表西班牙参加世界赛艇锦标赛，获得一枚金牌和三枚铜牌，均来自轻量级项目。